# Берестянские
Берестянские (пол. Brzescianski) — древний шляхетский род, герба Сас, берущий начало от воеводы волошского — графа Стефана Венгрина (Рыботицкого), который был племянником Богдана I — первого господаря самостоятельного Молдавского государства. Длительное время Берестянские являлись подданными Польши и Речи Посполитой. В империи Габсбургов разные ветви рода Берестянских подтвердили своё дворянство в королевстве Галиция и герцогстве Лодомерия. Представители фамилии принадлежали к дворянству Польши и Австро-Венгрии.

## История фамилии
Существует несколько вариантов прочтения фамилии, зависящих от времени, языка и места её написания: Brzescianski — Бжешчаньски, Бржесцянский, Бжесцянский, Бжескянский, Бресцянский, Брестянский, Берестянский. Род Берестянских выходит из рода Рыботицких — волошско-древнерусского происхождения, от детей внука графа Стефана Рыботицкого — Радька (сына Васька). Фамилия появилась во время раздела единого поместья между потомками графа Стефана Рыботицкого — герба «Сас», в период 1440—1447 годов.

Гербовник А. Бонецкого

## Берестянские как самостоятельная фамилия
Фамилия появилась после поселения в селе Берестяны (недалеко от г. Самбор, Львовской области Украины) потомков Радька Рыботицкого. В то время поселение уже существовало, и от его названия Берестянские и взяли фамилию, время её возникновения относится к 1440 — 1447 годам. Первыми носителями фамилии надо считать братьев Мирчу и Андрея, сыновей Радька Рыботицкого, неразрывных единичных владетелей села Берестяны (Бжесцяны). Считать временем рождения фамилии, по-видимому, можно 1442 год — время переселения туда детей Радька Рыботицкого. Братья были правнуками графа Стефана Рыботицкого и принадлежали к гербу Сас, исповедовали православие. Село Берестяны было приобретено Рыботицкими у Яшка Миженецкого за 300 гривен. Поселившиеся в Берестянах братья Мирча и Андрей, стали называться Берестянскими (Бжесцянскими). Село Берестяны, было поделено на две части, шляхетскую и рустикальную (сельскую). В Берестянах после перестроек сохранилась деревянная церковь, первое письменное упоминание о которой относится к 1507 году. На церкви помещена памятная доска, посвящённая архиерею Ивану Снегурскому — епископу Перемышльскому (Польша), уроженцу Берестян.

## Первое упоминание в гербовниках
К. Несецкий в «Польском гербовнике» пишет, что Пётр Brzescianski упоминается в описании «жизни Петра Кмитица, Воеводы Краковского и Коронного Маршала» в Красныставском повете Люблинского воеводства — в «Польском гербовнике» Окольского т. 2 ф. 84. Относится упоминание к 1530 году, там же он пишет, что Берестянские (Brzescianski) и Рыботицкие (Rybotycki) — близкие родственники, в прошлом — одна семья, и выходят из одного местечка — Рыботич (Rybotycz). В 1,5 км от Рыботиц расположена Посада Рыботицкая, оба поселения сохранились до наших дней и расположены на территории современной Польши. Так же Окольский пишет, что об этом шляхетском роде на тот момент (1530 г.) было известно уже около 200 лет.

## Род в XV — начале XVI веков
Известно, что скончавшийся в 1438 или 1439 году Радько Рыботицкий оставил двух дочерей: Настьку и не известную по имени, а также шестерых сыновей, из которых Яшко, Игнатко и Федько умерли в 40-е, Андрей — в 50-е, Мирча (Малофей — Миколай) — в 60-е годы, а Миклаш (Микош) — в начале 80-х годов. Дети были только у Андрея и Мирчи. Дочь последнего вышла за соседа Яна Ритаровского в 1490 году. Разделившиеся после смерти Радька братья — его дети — ещё в начале 1440 года владели частями Рыботичей, Угольников, Сырокосцев и соседнего Подмостья. После серии сделок 1440—1447 гг. с кузеном Васько Рыботицким у них остались треть Угольников, всё Подмостье и оценённые в 300 гривен Берестяны (Бжесцяны) на реке Болозевка — недавнее владение покойного Яшка Миженецкого. Две другие трети Угольников принадлежали их кузену Ивану Буховскому и выходцу из Жидачовского повета Миките Рахиньскому. Переселение в Берестяны явно повлияло на выбор братьями спутниц жизни: жёнами Федька, Миклаша и Мирчи стали соответственно дочь Мика Дзедушицкого, свояченица держателя части Воютичей и дочь Яна Корытко.
У Андрея Бжесцянского в браке с Кшихной — дочерью соседа Мацея Ковыницкого (1446 г.), было пятеро сыновей: Ян (Ян-Яшек-Себастьян), Лукаш (упом. в 1475 г.), Федько (упом. в 1478 г.), Миколай и Мацей. Ян умер в 1495 или 1496 году. Его дочь Барбара вышла за львовского шляхтича Станислава Смерековского и летом 1505 года уступила свою часть Берестян дяде Миколаю. О Мацее ничего не слышно после апреля 1504 года. Женатый на дочери Яна Ланкорского Ядвиге, Миколай после смерти тестя пытался получить въезд в часть Лучиц, однако ничего не добился. После смерти братьев он становится единственным владельцем Берестян, с которых и заплатил в 1508 году 1 гривну 28 грошей налогов.
В 1436 году в бассейне Стрвяжа, проживало всего 13 шляхтичей, принадлежавших к четырём родам русского и трём родам иноземного происхождения, в 40-60-е годы к прежним родам добавились 3 русско-волошских рода: Берестянские (Бжесцянские), Долинские и потомки Яцка Гловачевича.

## Материалы гербовников
В XVI веке и позже Берестянские служили в Перемышле (Польша), Овруче, Львове, обрабатывали землю в Берестянах. Один из Берестянских был камердинером короля Станислава Августа.
О Берестянских, упоминается в «Польских гербовниках»: К. Несецкого, А. Бонецкого, А. Знамеровского, Т. Гайла, А. Бжезина-Виняровского, а также в списке «Дворянские роды, утверждённые в Царстве Польском в 1836—1867 годах». Как известно из гербовника А. Бонецкого, некоторые семьи подтверждали своё дворянство ещё в 1850 и 1855 годах, как дворяне королевства Галиция Австро-Венгерской империи. В список «Дворянские роды, утверждённые в Царстве Польском в 1836—1867 годах» из потомков графа Стефана Сас попали только Берестянские и Буховские герба Сас, а также Губицкие (Hubicki) герба Корчак.
Наиболее полным является Польский гербовник А. Бонецкого, в котором говорится, что «Берестянские герба Сас с Берестян (Бжесцян), с перемышльской земли. Пишутся из Рыботиц (Рыботыч), так как оттуда и происходят. Радько с Рыботиц 1424 г., оставил шесть сыновей и двух дочек: Настьку — за Сеньком из Хошева, и другую за Иваном из Чижовья. Из сыновей: Ясик и Игнатко умерли не женатыми, а Миколай, Андрей, Федько и Молофей (которого ещё называли Мирча), делили Угольники (Хувинки), в 1442 году. Федько женился в 1447 г. на Магдалене, дочери Миклоша с Гдашец, так же писался с Угольников, как и Мирча, женившийся в 1462 г. на Екатерине, дочери Яна Корытки. Николай, он же Миклаш и Андрей наследовали Берестяны и взяли фамилию по названию деревни».
Николай женился В 1444 году на Маргарет и получил приданое за женой, а Андрей так же в 1446 г. получил приданое за своей женой Kшихней, дочкой Махея из Баранчиц. В 1508 г. Николай единовластный владелец Берестян (Бжесцян).
Ян и его жена Катарина с Бжезин, получили пожизненное право владения д. Валова в 1589 г. Фелициан женился на Елене (Хелене) с Шесшовитова, наследовав белзское Хонятино, в 1666 г. Сигизмунт — сын Яна уступает сумму Нараевским, в 1616 г.
Андрей, как свидетельствует запись, заключает пожизненную ренту с Софией Желениевских, в 1633 году. Сигезмунт — судья Трибунала в 1637 г. Другой Сигезмунт женат на Марине Бартницкой, в 1688 г., майор королевской артиллерии, был подстолием овруцким в 1695 г., и стольником добржанским в 1702 г.. Вторая его жена Тереза Телефузовна, по второму мужу Клечнерова, в отношении к которой, в 1713 г., имели иск в Люблинском суде, два брата — Андрей и Станислав Берестянские (дети первой жены), что известно из записей её мужа.
Андрей — подстолий овруцкий 1702 г., умер стольником, в 1709 г.
Станислав, помощник королевского кравчего, впоследствии, стольник перемышльский, умер в 1730 г. N., мечник перемышльский 1713 г., затем стольник, он же кастелян люблинский, в 1731 г.
Доминик Филип в Студеном, в 1729 г.
Элезабет(Елизавета), дочь Томаса, приобрела поместье в Велеполе, в Варшаве, в 1756 году.
Михал и Адам, записаны по воеводству Русскому, в эдикте Станислава Августа.
Михал, сын Яна, камергер Станислава Августа, в свидетельстве записи пожизненной ренты, с женой Соломеей Ручинской, в 1782 году. Адам, виночерпий овруцкий, его сыновья: Александр и Франциск, Михал, Каспер, Антоний и Самуил, все — члены Галицийского Дворянского Общества в 1782 г., подтвердили своё дворянство, в землях Львовских и за их пределами, в Департаменте Организации г. Львова.
Вероятно, к этому дому Берестянских принадлежат: Миколай, сын Франциска и Александры из Шанявских, внуки Войцеха, (wylegitymowani) подтвердившие своё дворянство в Королевстве в 1850 и 1855 году.
О шляхетских родах Берестянских подтвердивших своё шляхетское происхождение в королевстве Галиции и Лодомерии Австро — Венгерской империи, говорится в «Paczet Szlachty Galicyskiej i Bukowinskiej w Lwowie. 1857. I.», издательства Stauropolgianskiego института, составленное под руководством Michala Dzlkowskiego. Здесь записаны рода которые в дворянстве утвердили Монаршие учреждения, где Brzescianski s Rybotycs h.Sas:
- Адам, Михал и Каспер утверждены в 1782 г.;
- Александр сын Адама в 1832 г.;
- Антони и Самуел приняты в Czlonek Stanow Львова в 1817 году.[1].

## Родоначальник
Родоначальник Берестянских, Рыботицких, Бисковских, Буховских, Губицких и Волосецких — Стефан Волошин Рыботицкий граф «Венгрин» родился в 1340 году. Так же он известен как Щепан Венгр или Угр. Сын Юга, внук Миколы и племянник воеводы Марамурешского Богдана. Юга и Богдан — сыновья Миколы, пришли в Марамуреш из епархии Вранье (территория нынешней Македонии). Стефан участвовал с дядей Богданом в походе 1359 г., на земли Молдавии, в котором они одержали победу, над правившим там наместником венгерской короны — воеводой Балком, сыном воеводы Саса. Воевода Богдан объявил Молдавское княжество самостоятельным государством и стал его первым госпадарём — Богданом I. Он состоял в родстве с домами госпадаря Валахии — Басараба I; царя Болгарии — Ивана Асени II. В родстве со Стефаном Волошином были все представители этих домов, так вероятно Влад III Цепешь Дракула, приходится далёким потомком графу Стефану Рыботицкому, а родоначальник династии венгерского графского дома «Драгффи» — воевода Драгх, приходился ему кузеном. В 1366 году король Польши Казимир III Великий, даровал Стефану земли (100 км².) с селами и монастырями, в верховье р. Вяра, в Перемышльской земле. Центром земель было с. Рыботичи, от названия которого Стефан и взял фамилию Рыботицкий. В 1368 г. по велению короля Казимира III, Стефан стал именоваться — граф «Венгрин» или «Угр» — так жители Галицкого княжества и окрестных земель, называли выходцев из Венгрии, а также выходцев из Трансильвании (Семиградья). Грамота о присвоении титула и предоставлении наследственного права на владение землями, хранится в архиве Министерства иностранных дел Республики Польша.
От Юга Микулича — отца графа Рыботицкого — вероятно выходят и дворянские роды: Гулевичей, Воютинских и Гроховских, а от Богдана I Микулича — дальнейшие роды Молдавских Господарей.

## Фамилия сегодня
В настоящее время Берестянские проживают в городах: Москве, Можайске и в Можайском районе (автор), Балашихе, Набережных Челнах, Таганроге, Туле, Оренбурге, Минске, Кишиневе, Львове, Ярославле, Сарове, Новосибирске, Томске, Новом Уренгое, Харькове, Новочеркасске, Риге, Армавире, в Краснодарском крае, в Западной Украине и Сибири, живут они в Польше, Венгрии, Словении, Румынии, Германии, Голландии, Дании, США, Испании и других странах.
Среди представителей фамилии есть люди всевозможных профессий: повара, ученые, программисты, врачи, педагоги, бизнесмены, представители различных уровней власти, прокуроры, военные и представители других профессий. Из всех родов, потомков графа Стефана Рыботицкого Сас в настоящее время, Берестянские наиболее многочисленная фамилия.